# Chieko Matsubara
Chieko Matsubara (松原智恵子, Matsubara Chieko), née le 6 janvier 1945 à Ikeda, est une actrice japonaise.

## Biographie

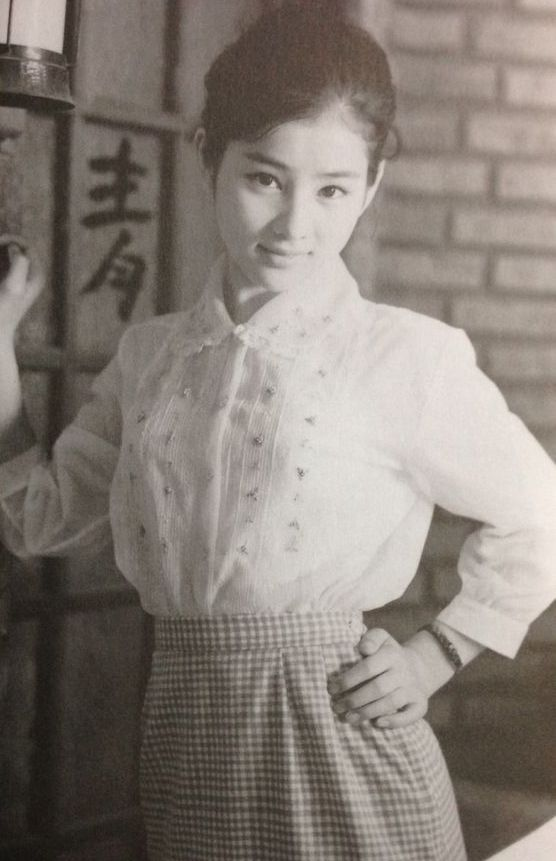
Chieko Matsubara en 1961.

Repérée dans un concours de beauté, Chieko Matsubara est engagée par la Nikkatsu et fait ses débuts au cinéma à l'âge de 16 ans. Elle tourne pour cette société de production dans une centaine de films dans les années 1960. 

## Filmographie partielle

### Au cinéma
- 1963 : Itsudemo yume o (いつでも夢を?) de Takashi Nomura (en)[2]
- 1963 : Une jeunesse moderne (現代っ子, Gendaikko?) de Kō Nakahira
- 1963 : Le Vagabond de Kanto (関東無宿, Kantō de?) de Seijun Suzuki
- 1964 : Les Fleurs et les Vagues (花と怒濤, Hana to dotō?) de Seijun Suzuki
- 1965 : Makao no ryū (マカオの竜?) de Mitsuo Ezaki
- 1966 : Les Tueuses en collants noirs (俺にさわると危ないぜ, Ore ni sawaru to abunaize?) de Yasuharu Hasebe
- 1966 : Le Vagabond de Tokyo (東京流れ者, Tōkyō nagaremono?) de Seijun Suzuki : Chiharu
- 1966 : Hoshi no furamenko (星のフラメンコ?) de Kenjirō Morinaga[3]
- 1968 : Le Vaurien (無頼より 大幹部, Burai yori daikanbu?) de Toshio Masuda : Yukiko Hashimoto
- 1968 : Daikanbu: Burai (大幹部 無頼?) de Keiichi Ozawa : Yukiko Hashimoto
- 1968 : Waga inochi no uta : Enka (わが命の唄 艶歌?) de Toshio Masuda[4]
- 1968 : Burai hijō (無頼非情?) de Mio Ezaki
- 1968 : Burai: Hitokiri Gorō (無頼 人斬り五郎?) de Keiichi Ozawa
- 1968 : Burai: Kuro dosu (無頼 黒匕首?) de Keiichi Ozawa
- 1969 : Koi no tsumujikaze (恋のつむじ風?) de Noboru Kaji[5]
- 1969 : Tue, vaurien, tue ! (無頼 殺せ, Burai: Barase?) de Keiichi Ozawa : Yumiko Asano
- 1971 : Onna no iji (女の意地?) de Kōsei Saitō[6]
- 1976 : Nouveau combat sans code d'honneur 3 : Les Derniers jours du boss (新仁義なき戦い 組長最後の日, Shin jingi naki tatakai: Kumichō saigo no hi?) de Kinji Fukasaku
- 1997 : Aimer (愛する, Aisuru?) de Kei Kumai
- 2002 : Dolls (ドールズ, Dōruzu?) de Takeshi Kitano : Ryoko, la femme dans le parc
- 2004 : Onigiri: Arcadia monogatari (おにぎり ＡＲＣＡＤＩＡ物語?) de Kōichi Saitō
- 2013 : Kiiroi zō (きいろいゾウ?) de Ryūichi Hiroki

### À la télévision
- 2017 : Samurai Gourmet (野武士のグルメ, Nobushi no gurume?) (série télévisiée, épisode 12) : caméo

## Doublage
- 1993 : Kappa no Sanpei (カッパの三平?) de Toshio Hirata[7]

## Récompense
- 2017 : Prix Kinuyo Tanaka lors de la 71e édition des Prix du film Mainichi pour l'ensemble de sa carrière[8],[9]